# Shiki (district)
Pour les articles homonymes, voir Shiki.
Shiki est un district de la province de Badakhshan en Afghanistan. Sa population est estimée à 27 000 habitants.